# Крицмов
Крицмов (њем. Kritzmow) општина је у њемачкој савезној држави Мекленбург-Западна Померанија. Једно је од 59 општинских средишта округа Бад Доберан. Посједује регионалну шифру (AGS) 13051040.

## Географски и демографски подаци
Крицмов се налази у савезној држави Мекленбург-Западна Померанија у округу Бад Доберан. Општина се налази на надморској висини од 49 метара. Површина општине износи 14,8 км². У самом мјесту је, према процјени из 2010. године, живјело 3.195 становника. Просјечна густина становништва износи 216 становника/км².